# Brahms-Denkmal (Meiningen)

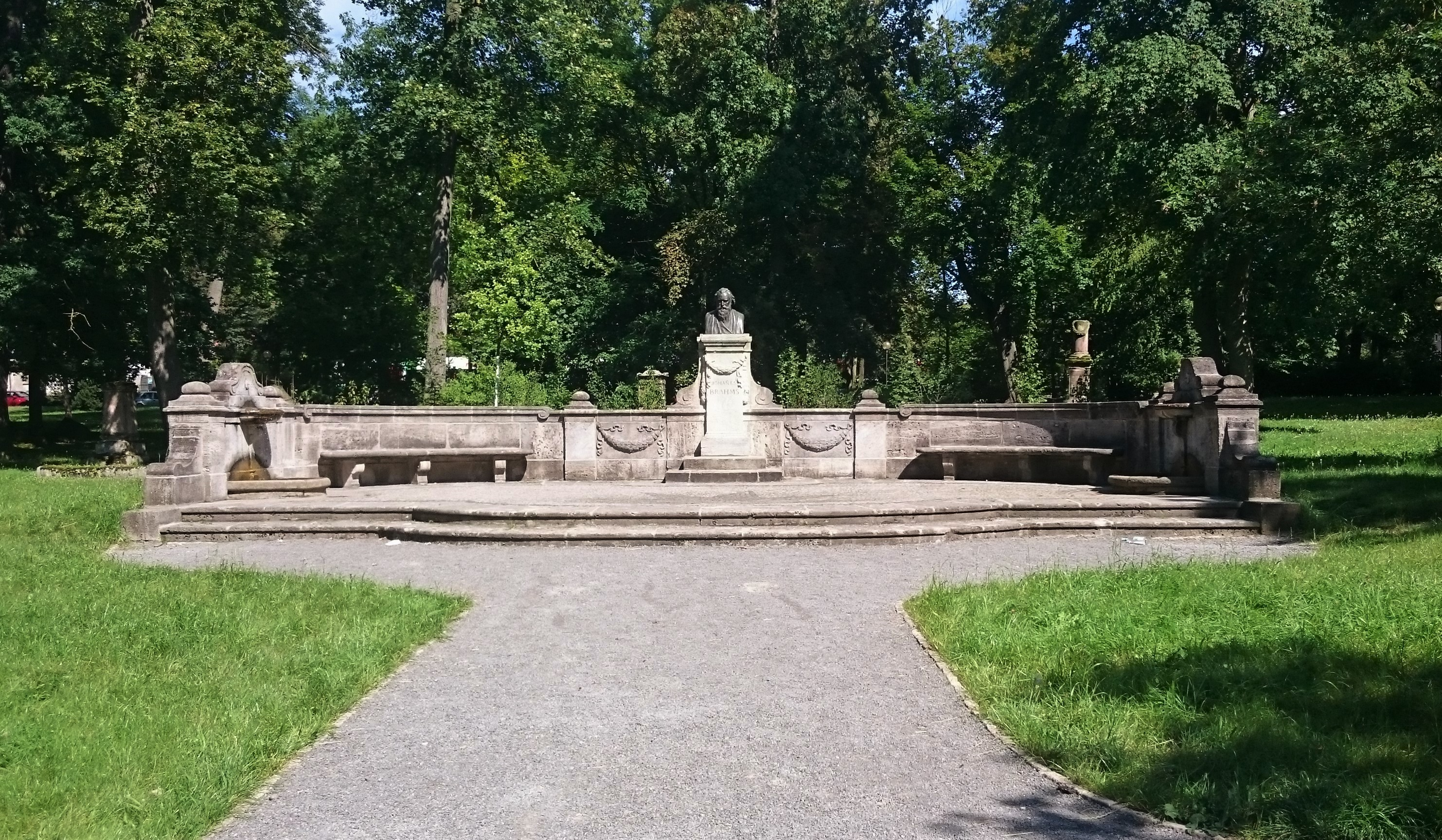
Brahms-Denkmal

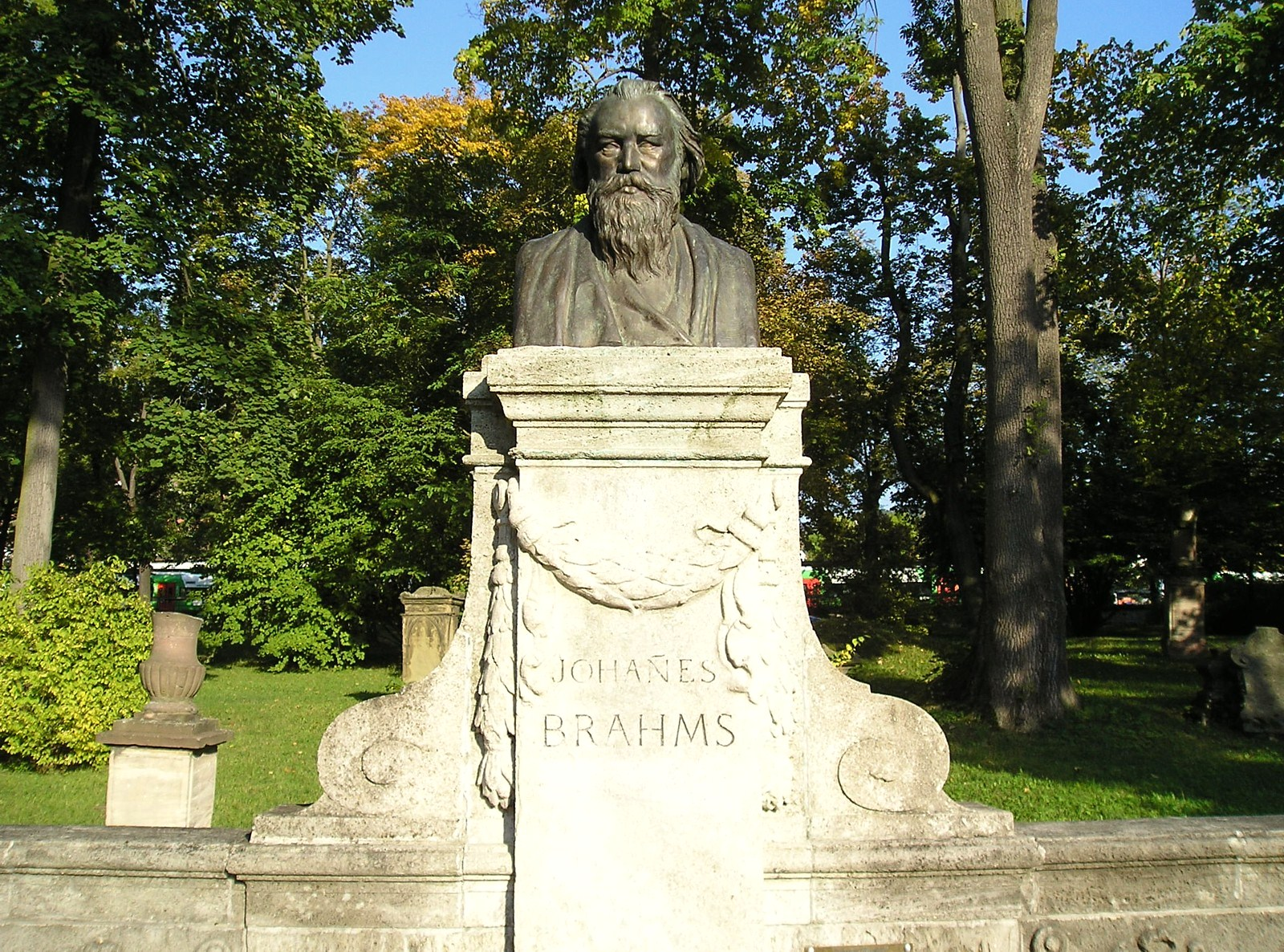
Brahms Büste

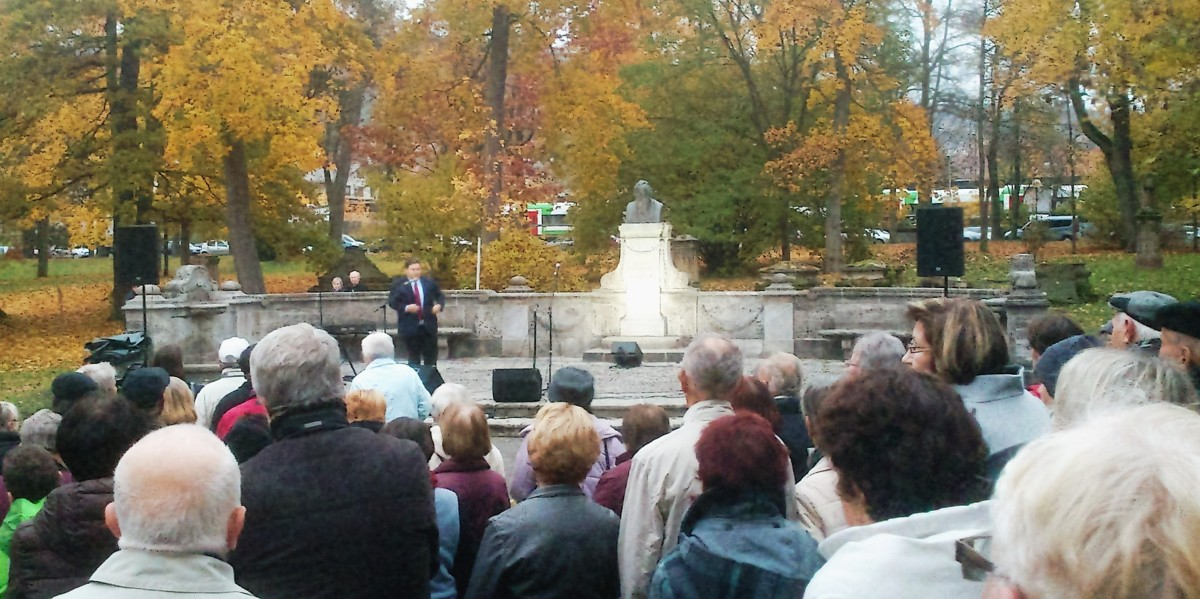
Einweihungsfeier nach der Sanierung 2015

Das Brahms-Denkmal in der Kunst- und Kulturstadt Meiningen ist dem Komponisten und Dirigenten Johannes Brahms (1833–1897) gewidmet und wurde 1899 errichtet.

## Lage
Die Denkmalanlage befindet sich im Südosten des im Zentrum der Stadt gelegenen Englischen Gartens. Sie liegt an einem Nebenweg in unmittelbarer Nachbarschaft zum alten Friedhof und der Herzoglichen Gruftkapelle. 

## Geschichte
Das Meininger Brahms-Denkmal wurde auf Initiative des Hofkapellmeisters Fritz Steinbach von Meininger Musikfreunden gestiftet. Das 1898/99 geschaffene Denkmal ist ein Werk des Bildhauers Adolf von Hildebrand (1847–1921) aus München und zugleich das erste für Brahms nach seinem Tod errichtete Denkmal in Deutschland. Zur Enthüllungsfeier des Denkmals am 7. Oktober 1899 verfasste Josef Viktor Widmann einen achtstrophigen bzw. 64-zeiligen Prolog:
Gemischt aus Leid und Freude muß erfüllen

Auf Erden sich ein jegliches Geschick.

Auch vor dem Bilde, das wir heut’ enthüllen,

Glänzt nicht allein Bewund’rung uns im Blick,

Nicht Freude nur, daß – lebensvoll gestaltet –

Der Bildner uns den teuren Meister schenkt …

… Ach! ihn verloren wir, eh’ er gealtet!

Das ist’s, was heute jeder trauernd denkt.

[…]

Und doch darf Klage nicht uns übermannen.

Hier nicht! Nicht an dem Orte, wo wir stehn!

Er selber würd’ uns mahnen, sie zu bannen,

Er spräche: „Hier ist mir zu wohl geschehn.

In Meiningen, da war ich bei den Meinen;

Und stand mir offen auch die ganze Welt,

Manch treues Herz bei Großen und bei Kleinen, –

Hier war doch meiner Ruhe liebstes Zelt.“

[…]

Drum nicht ein Klagen um den großen Toten,

Ein Frohgefühl soll hier lebendig sein,

Wo Ehr’ und Liebe nur ihm ward geboten,

Die wir auch heut’ ihm treu und innig weihn.

Wir drängen uns zu ihm, wir stehn und werben

Um das Verständnis seiner hohen Kunst,

Genießen seine Werke, die nicht sterben,

Die – Sterne sind hoch überm Erdendunst.

Und also mag des Bildes Hülle sinken

Und uns das hoheitsvolle Angesicht

In edlem Erz vertraut entgegenblinken,

Dies Antlitz, das kein Erdenwort mehr spricht.

Es ist von stiller Ewigkeit umfangen,

Wo aller Schönheit reinste Sonne flammt,

Wohin er als Vollender eingegangen,

Als in die Heimat, der er selbst entstammt.

[…]
In seinen letzten sechzehn Lebensjahren war Johannes Brahms eng mit dem Herzogspaar Georg II. und Helene Freifrau von Heldburg, der Meininger Hofkapelle und der Stadt Meiningen verbunden. Die Verbindung zu Meiningen kam 1881 durch Brahms’ Freundschaft und Zusammenarbeit mit dem Meininger Hofkapellmeister Hans von Bülow zustande, worauf 14 längere Aufenthalte in Meiningen sowie gemeinsame Konzertreisen mit der Hofkapelle folgten. Johannes Brahms ließ in Meiningen seine 4. Sinfonie uraufführen, schrieb eigens für den Meininger Klarinettisten Richard Mühlfeld drei Kompositionen und arbeitete eng mit der Hofkapelle unter der Leitung von Fritz Steinbach zusammen. Brahms zu Ehren fand 1895 in dessen Anwesenheit das 1. Meininger Landesmusiktfest statt. So entwickelten sich in Meiningen das Verständnis zu einer Brahmsstadt und sehr bald die Anregung zum Bau einer Denkmalanlage.
Im Jahr 2015 erfuhr die Denkmalanlage eine umfassende Sanierung. Am 24. Oktober wurde sie mit einem Event wieder eingeweiht. Zu diesem Anlass führte die Meininger Hofkapelle Brahms′ 4. Sinfonie auf, die am 25. Oktober 1885 in Meiningen uraufgeführt wurde.

## Bauwerk
Die Denkmalanlage wird von einer überwiegend aus Kalkstein bestehenden, halbkreisförmigen und mit Schmuckelementen versehenen Exedrenanlage gebildet. Der hohe Steinsockel mit der Bronzebüste des Komponisten bildet den Mittelpunkt, flankiert beiderseits von steinernen Bänken. Die Anlage wird an beiden Enden mit je einem Laufbrunnen mit einem steinernen Überlaufbecken und ebenfalls steinernen Auffangbecken abgeschlossen. Das Innere der Anlage hatte Adolf von Hildebrand mit einer gepflasterten Terrasse versehen, die man über eine breite, geschwungene und flach angelegte Zwei-Stufen-Treppe erreichen kann. Die Terrasse ziert eine Mosaik-Windrose aus Kalkstein, anthrazitfarbenem Basalt und rotem Sandstein. Der Denkmalanlage vorgelagert ist ein halbrunder Vorplatz.